# 철인왕후
철인왕후 김씨(哲仁王后 金氏, 1837년 4월 15일(음력 3월 23일 ~ 1878년 5월 31일(음력 5월 12일))는 조선 철종의 왕비이자 대한제국의 추존 황후이다. 본관은 신안동(新安東), 휘호는 명순휘성정원수령경헌장목철인왕후(明純徽聖正元粹寧敬獻莊穆哲仁王后). 대한제국 때에 철인장황후(哲仁章皇后)로 추존되었다.

## 생애
돈녕부영사 영은부원군 김문근과 흥양부부인 여흥민씨 사이에 태어나 1851년 왕비(王妃)에 책봉되었다.
본래 그녀가 왕비가 된 것은 신 안동 김씨가 권력을 독점하기 위해 비가 없던 철종에게 자기 집안의 사람을 왕비로 맞아들이도록 해, 당시 조정을 장악하고 자신들의 부를 축적시키기 위한 의도였다.
철종이 승하한 후 고종 때에 대비(大妃)가 되었고, 1878년 창경궁 양화당에서 42세로 별세했다. 철인왕후는 평소 친정을 두둔하지 않았고 정치에 관여하지 않았으며 말이 적고 자신의 감정을 내면에 쉽게 드러내지 않았다.
남편 철종 사이에서 1858년 원자(元子) 융준(隆俊)을 낳았으나 사망하였다.

## 가족 관계
본가 안동 김씨(安東 金氏)
- 조부 : 목사 김인순(牧使 金麟淳, 생몰년 미상)
- 조모 : 정부인 신씨(貞夫人 申氏, 생몰년 미상)[1]
  - 백부 : 한성부판윤 김수근(漢城府判尹 金洙根, 1798~1854)
  - 백모 : 정부인 풍양 조씨(貞夫人 豐壤 趙氏, 생몰년 미상)[2]
  - 아버지 : 영돈령부사 증 의정부 영의정 영은부원군 김문근(領敦寧府事 贈 議政府 領議政 永恩府院君 金汶根, 1801~1863)
  - 친어머니 : 흥양부부인 여흥 민씨(興陽府夫人 驪興 閔氏, 미상~1872)
  - 어머니 : 연양부부인 연안 이씨(延陽府夫人 延安 金氏, 1799~1824)
- 외조부 : 미상
- 외조모 : 미상
- 남동생 : 예조판서 김병필(禮曹判書 金炳弼, 1839~1870)
- 올케 : 미상

왕가(王家 : 전주 이씨)
- 시조부 : 충정공 은언군 이인(忠貞公 恩彦君 李䄄, 1754~1801)
- 시조모 : 상산군부인 진천 송씨(常山郡夫人 鎭川 宋氏, 1753~1801)[3]
  - 시아버지 : 제23대 순조숙황제(純祖肅皇帝, 1790~1834)
  - 시어머니 : 순원숙황후 김씨(純元肅皇后 金氏, 1789~1857)
  - 친시아버지 : 전계대원군 이광(全溪大院君 李㼅, 1785~1841)
  - 친시어머니 : 용성부대부인 용담 염씨(龍城府大夫人 龍潭 廉氏)
    - 남편 : 제25대 철종장황제(哲宗章皇帝, 1831~1864) - 대한제국 추존황제
      - 아들 : 원자 융준(元子 隆俊, 1858 11 22(음력 10 17) ~ 1859 05 25(음력 04 23)

## 관련 작품

### 드라마
- 《임금님의 첫사랑》 (1975, TBC, 배우: 전영선, 아역: 최유리)
- 《풍운》 (1982, KBS, 배우: 조남경)
- 《대원군》 (1990, MBC, 배우: 채유미)
- 《명성황후》 (2001, KBS, 배우: 유혜영)
- 《철인왕후》 (2020, tvN, 배우: 신혜선)